# Rhayader
Rhayader is een plaats in Wales, in het bestuurlijke graafschap en het ceremoniële behouden graafschap Powys. De plaats telt 2.075 inwoners.